# NGC 883
NGC 883 ist eine Linsenförmige Galaxie vom Hubble-Typ E/S0 im Sternbild Walfisch südlich der Ekliptik. Sie ist schätzungsweise 239 Millionen Lichtjahre von der Milchstraße entfernt und hat einen Durchmesser von etwa 85.000 Lichtjahren.

Im selben Himmelsareal befindet sich u. a. die Galaxie NGC 881 und IC 219.
Das Objekt wurde am 10. September 1785 von dem deutsch-britischen Astronomen William Herschel mithilfe eines 18,7-Zoll-Teleskops entdeckt.